# Morehead River
Der Morehead River ist ein Fluss in der Region Far North Queensland auf der Kap-York-Halbinsel im Norden des australischen Bundesstaates Queensland.

## Geographie

### Flusslauf
Der Fluss entspringt rund zehn Kilometer östlich der Siedlung Killarney, etwa 180 Kilometer westlich von Cooktown und fließt zunächst nach Norden und dann nach Nordosten. Er unterquert die Peninsula Developmental Road ungefähr zehn Kilometer westlich der Siedlung Mary Valley und durchquert den Westen des Lakefield-Nationalparks. Rund zehn Kilometer westlich des Walkers Hill mündet er in den North Kennedy River.

### Nebenflüsse mit Mündungshöhen
Der Fluss hat folgende Nebenflüsse:
- Lightning Creek – 93 m
- Emu Creek – 84 m
- Marys Creek – 65 m
- Dead Horse Creek – 41 m
- Turpentine Creek – 29 m